# Кобленц, Уильям
Уильям Вебер Кобленц (англ. William Weber Coblentz; 20 ноября 1873, Махонинг, США — 15 сентября 1962, Вашингтон) — американский физик и астрофизик. Член Национальной академии наук США (1930).
Окончил Университет Кейс Вестерн Резерв (бакалавр физики, 1900), где учился с 1896 года. Затем степени магистра наук (1901) и доктора философии (PhD) по физике (1903) получил в Корнелле.
В 1905—1945 годах работал в NIST.
В частной жизни был увлечённым садоводом, любил находиться на открытом воздухе.

## Молодость, образование и трудоустройство
Уильям Кобленц родился в Норт-Лима, штат Огайо, у родителей немецкого и швейцарского происхождения. Его мать (Кэтрин) умерла, когда Кобленцу было чуть меньше трёх лет, оставив его временно с семьей только младшего брата (Оскара) и их отца (Дэвида). Однако примерно через 2 года отец снова женился, и Кобленц, похоже, обожал свою вторую мать (Амелию). На протяжении всего детства и юности Кобленца его семья жила на фермах, но, видимо, так и не смогла купить ни одну из них. Крайне ограниченная семейная материальная ситуация привела к некоторой задержке в получении образования Кобленцем, который не окончил среднюю школу (Янгстаун, штат Огайо) до 1896 года, до достижения им 22-летнего возраста.
Осенью 1896 года Кобленц поступил в Школу инженерии Кейса, ныне Кейсовский университет Западного резервного района, и получил степень бакалавра физики в июне 1900 года. Затем он получил степени магистра наук (1901) и доктора философии (1903) в Корнеллском университете в Итаке, Нью-Йорк, оставаясь на два года старше докторантуры, работая научным сотрудником при поддержке Института Карнеги. Весной 1905 года Кобленц занял должность в недавно созданном Национальном бюро стандартов (ныне Национальный институт стандартов и технологий, НИСТ) в Вашингтоне, округ Колумбия, где проработал всю свою карьеру. В 1905 году он основал радиометрический отдел Бюро и руководил им в течение 40 лет до выхода на пенсию в 1945 году.

## Научная работа
В течение долгой и продуктивной карьеры Кобленц внёс большой научный вклад как чисто прикладного характера, так и чисто научного характера. Библиографии его работ показывают, что он имел сотни научных публикаций, выступлений и тезисов в свою честь. За свою жизнь он получил десять патентов, первым из которых был Патент США № 1 077 219 на изобретение солнечных элементов для преобразования солнечного света в электричество.
Первая публикация Кобленца под названием «Некоторые оптические свойства йода» была основана на его докторской диссертации. Получив докторскую степень, он вскоре начал регулярно публиковать материалы по проблемам, связанным с инфракрасным излучением, как в области спектроскопии, так и в области радиометрии. Например, Кобленц был одним из первых, если не самым первым, кто подтвердил справедливость Формулы Планка.

### Изучение инфракрасного излучения
Когда Кобленц поступил в Корнеллский университет, инфракрасная спектроскопия находилась в том, что сегодня считалось бы крайне примитивным состоянием. Будучи молодым исследователем из Корнелла, Кобленц собрал и откалибровал свое ИК оборудование и расширил диапазон измерений ИК до большей длины волны, чем когда-либо было возможно. К 1905 году он получил сотни спектров путем утомительных точечных измерений с помощью призматического прибора собственной конструкции. Они были опубликованы в 1905 году с большими складчатыми диаграммами (не доступными в последующих перепечатках) и таблицами длин волн, в которых различные материалы поглощали инфракрасный свет. Хотя такая массовая спектральная компиляция сама по себе была своего рода форсированной, она, возможно, не является самой важной частью книги Кобленца 1905 года. Вместо этого, скорее всего, эта честь связана с его обобщением того, что некоторые молекулярные группировки, или функциональные группы в современном понимании этого слова, поглощают специфические и характерные ИК-волны. Со временем это позволит ученым использовать ИК-спектр молекулы в качестве типа молекулярного отпечатка пальца. На это обобщение указывали в предыдущих работах другие, но не с таким большим количеством поддерживающих данных, как это делал Кобленц. Сегодня ИК-спектры используются в тысячах лабораторий по всему миру учеными многих областей.
В стороне, ранняя работа Кобленца над молекулярными спектрами не вызвала такого энтузиазма, как может показаться с точки зрения ретроспективы. Причин много, и они были исследованы несколькими авторами.

### Астрономические исследования
Кобленц давно интересовался астрономическими проблемами. В 1913 году он разработал термобатарейные детекторы и использовал их в обсерватории Лика для измерения ИК-излучения от 110 звезд, планет Марса, Венеры и Юпитера. В этой работе ему помогал Сет Николсон, позднее из обсерватории горы Уилсон. Продолжая эту работу, Кобленц и Карл Лампленд из обсерватории Лоуэлла измеряли большую разницу между дневной и ночной температурой на Марсе, что предполагало наличие тонкой марсианской атмосферы.
За применение ИК-детекторов в астрономии Кобленц считается основоположником астрономической инфракрасной спектроскопии. В знак признания его астрономического вклада Международный астрономический союз назвал в его честь кратеры на Луне и Марсе.
Кобленц также сделал наблюдения солнечных затмений и опубликовал статьи, описывающие его работу.

### Другие исследования
Изучение библиографии Кобленца показывает, что примерно с 1930 года его исследования стали больше касаться измерений в ультрафиолетовой области, а не инфракрасной. Значительная часть этих исследований имела ярко выраженный биомедицинский наклон, как, например, его исследования ультрафиолетовой терапии (1938) и развития рака кожи под воздействием УФ-излучения (1948).
Хотя сегодня Кобленца вспоминают в основном за его вклад в физику и астрономию, его интересовали также биолюминесценция, атмосферный озон и, что удивительно, парапсихология. Похоже, что он внес тот же вклад в эту область, что и в другие области, представляющие для него интерес.

## Память
Общество Кобленца, посвященное изучению и использованию вибрационной спектроскопии, названо в его честь, как и медаль Кобленца. Кроме того, согласно биографическому очерку Меггерса, Кобленцу был выдан членский билет №1 от Общества защиты животных. Кобленц умер незадолго до того, как его работа по инфракрасной спектроскопии 1905 года была переиздана спустя почти 60 лет после его первой публикации.
Среди наград, полученных Кобленцем, были медаль Жансена 1920 года (Французская академия наук), Рамфордская медаль Американской академии наук и искусств, медаль Говарда Н. Поттса Франклинского института. В 1945 году, вскоре после ухода в отставку, Кобленц получил медаль Фредерика Айвса от Оптического общества.
Кобленц также был избран членом Национальной академии наук. В 1910 году он был награжден медалью Говарда Н. Поттса.

## Семья и личная жизнь
В своей автобиографии «Из жизни исследователя» (1951) Уильям Кобленц описал свой типичный день — долгие часы лабораторных исследований, а затем вечера, потраченные на анализ данных и письменные работы.
Это оставляло мало времени для общения, и поэтому неудивительно, что Кобленцу было больше 50 лет до свадьбы. Он женился на Кэтрин Эмме Кейт (англ. Catherine Emma Cate) из Вермонта 10 июня 1924 года, и говорят, что медовый месяц они провели во Флагстаффе, Аризона, пока Кобленц был в обсерватории Лоуэлла, измеряя планетные температуры. Кэтрин Кейт Кобленц добилась успеха в качестве детской писательницы, некоторое время работала в Национальном бюро стандартов и сыграла важную роль в сборе средств для строительства библиотеки района Кливленд Парк в Вашингтоне, округ Колумбия.
По имеющимся данным, Уильям Кобленц страдал от различных заболеваний, но прожил почти 90 лет. Он похоронен на кладбище Рок-Крик в Вашингтоне, округ Колумбия, вместе со своей женой и маленькой дочерью.

## Награды
- Медаль Говарда Поттса (1911)
- Премия Румфорда (1937)
- Медаль Фредерика Айвса (1945)

### Комментарии
1. ↑  Патент США № 1 077 219 от 28-10-1913. Thermal generator. Описание патента на сайте Ведомства по патентам и товарным знакам США.